# Паула Рамірес
Паула Рамірес (ісп. Paula Ramírez, 23 квітня 1996) — іспанська плавчиня.
Учасниця Олімпійських Ігор 2020 року.
Призерка Чемпіонату світу з водних видів спорту 2019, 2022 років.
Призерка Чемпіонату Європи з водних видів спорту 2016, 2018, 2020 років.